# 피코-ITX
컴퓨터 설계에서 피코-ITX(Pico-ITX)는 비아 테크놀로지스가 2007년 1월에 발표하고 같은 해 세빗에서 시연한 PC 메인보드 폼 팩터이다. 이 폼 팩터는 2008년에 SFF-SIG로 이관되었다. 피코-ITX 폼 팩터 사양은 보드 크기가 10 × 7.2 cm (3.9 × 2.8 in)이며, 이는 나노 ITX의 절반 크기이다.

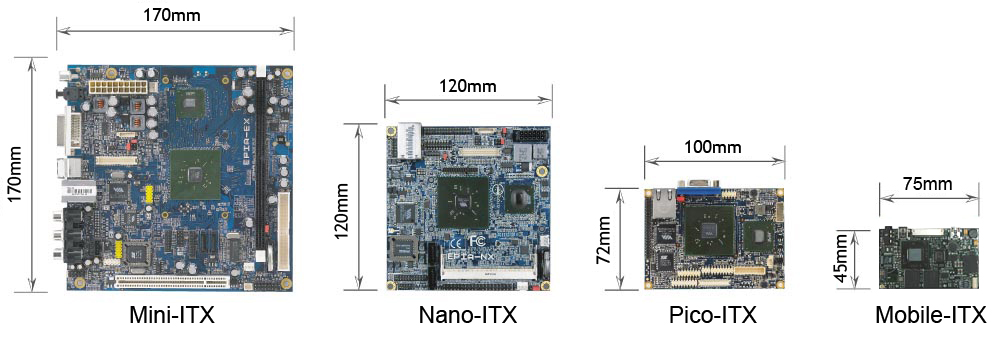
ITX 메인보드 폼 팩터 비교

## EPIA PX

### PX10000G
이 폼 팩터로 생산된 최초의 메인보드는 EPIA PX10000G라고 불린다. 크기는 10 × 7.2 cm (3.9 × 2.8 in)이며, 인쇄 회로 기판은 10층으로 구성되어 있다. 작동 온도 범위는 0 to about50 °C (32 to about122 °F)이다. 작동 습도 수준 (상대 및 비응축)은 0%에서 약 95%까지 가능하다. 1 GHz VIA C7-M 프로세서, VIA VX700 칩셋을 사용하며, 유해물질 제한지침을 준수한다.
온보드 VGA 비디오, VIA VT6106S 10/100 8P8C 이더넷, UDMA 33/66/100/133 44핀 ATA (1개), SATA (1개) I/O를 갖추고 있다. DVI 및 LVDS 비디오 출력, USB 2.0, COM, PS/2 마우스 및 키보드, HD 5.1 채널 오디오 (VIA VT1708A 칩 제공)는 I/O 핀 헤더 및 애드온 모듈/도터 카드를 통해 지원된다.
마이크로소프트 윈도우 XP 및 윈도우 비스타가 실행되는 것이 시연되었다. 페도라 코어 6 및 우분투 7.10을 포함한 주요 리눅스 배포판의 이전 버전도 실행된다. 단일 보드로 제공되며, 아티고, 소형 폼 팩터 완제품 컴퓨터인 베어본즈 패키지의 일부로도 제공된다.

### PX5000
이 모델은 PX10000G와 유사하지만, 500 MHz 비아 에덴 ULV CPU를 사용한다.
이 모델에는 두 가지 버전이 있다: 팬 지원 방열판이 있는 PX5000G와 팬리스 방열판이 있는 PX5000EG.

### 애드온 모듈
(참고: VIA PX-O 애드온 모듈 또는 4개의 USB 2.0 I/O가 소매 패키지에 제공된다.)
VIA PX-O 도터카드는 다음을 제공한다:
- S/PDIF 사용을 위한 RCA 출력 1개
- USB 2.0 포트 4개
- 3.5mm 마이크 입력 1개, 3.5mm 라인 출력 1개, 3.5mm 라인 입력 1개
- 버저/스피커 1개
- CN9 커넥터 1개 (기능 TBC)
- CN10 커넥터 1개 (기능 TBC).[5]

VIA VT1625M 도터카드는 다음을 제공한다:
- 외부 TV 출력 1개
- 비디오 캡처 포트 1개.[2]

Serener PXFPIO (VIA PX-DIO로도 표기됨)는 크기가 109mm × 22mm이며, 도터 카드를 통해 120mm 리본 케이블로 연결된다. 이 애드온은 도터 카드의 크기로 인해 방열판 수정이 필요할 수 있다. 다음을 제공한다:
- 전원 및 리셋 스위치
- 3.5mm 오디오 입/출력
- S/PDIF 입력
- 전원 및 HDD 활동 LED
- USB 2.0 포트 4개[6][7]

PX10000G 전용 VIA PX-TC 도터 카드는 멀티미디어 캡처 및 출력을 향상시키기 위해 설계되었다. 다음을 제공한다:
- S-비디오 포트 1개
- 비디오 입력 포트 1개
- YPbPr 포트 1개
- S/PDIF 출력 1개[8]

## EPIA-P700
이 폼 팩터의 두 번째 메인보드 시리즈인 P700 시리즈는 PX10000G 시리즈를 개선하여 기가비트 이더넷 (VIA VT6122 칩셋 사용) 또는 10/100 이더넷 어댑터 (VIA VT6107)를 제조 옵션으로 제공하고, 전원 어댑터를 통합하여 (+12V DC-In 직접 공급 및 SATA 직접 전원 공급 가능), P700-A 도터 카드를 통해 이더넷 및 VGA 포트를 선택 사항으로 만들었다.
확장된 기능은 다음 핀 I/O를 통해 제공된다:
- LAN 1개
- VGA/DVI 1개
- COM 포트 1개
- 라인 출력, 라인 입력, 마이크 입력을 위한 오디오 핀 커넥터 1개
- 전면 패널 1개
- USB 2.0 4개
- PS2 마우스/키보드 1개
- LVDS 1개
- LPC/SM Bus/GPIO 1개 (VIA가 GPIO 드라이버를 출시하지 않아 사용 불가)

EPIA-P700-10L은 1 GHz VIA C7 CPU를 탑재하고 있다.
EPIA-P700-05LE는 500 MHz VIA Eden ULV CPU를 탑재하고 있으며, 수동 방열판을 갖추고 있다.

### 애드온 모듈
P700은 P700-A 및 P700-B 도터 카드가 함께 소매 패키지로 제공된다.
P700-A는 다음을 제공한다:
- 기가비트 이더넷
- VGA 포트 1개
- COM 포트 1개
- I/O 케이블을 통한 DVI 포트

P700-B는 다음을 제공한다:
- USB 2.0 포트 4개
- 버저 1개
- 라인 출력 1개, 라인 입력 1개, 마이크 입력 1개 (3.5 mm)[10][11]

## 인텔 기반 제품
이 폼 팩터는 비아 테크놀로지스에 의해 도입되었지만, 인텔 프로세서 기반의 보드도 사용 가능하다. 일부는 CPU와 칩셋이 피코-ITX 보드에 직접 내장되어 있다.

## ARM 기반 제품
피코-ITX 보드는 ARM 아키텍처 기반으로도 제공된다. 이 분야에서 DH 일렉트로닉스는 여러 ARM 기반 모듈이 있는 표준화된 DHCOM 컴퓨터 온 모듈을 사용한다.

## 피코-ITXe
피코-ITXe 사양은 피코-ITX 폼 팩터에 EPIA-P700을 기반으로 칩셋을 VX800으로 업그레이드하고, 최대 RAM을 2GB로 두 배 늘리고, 667/533 SO-DIMM RAM을 지원하며, GPU를 VIA의 크롬9 HC3으로 업그레이드하고, SUMIT 지원을 추가한다. 또 다른 주목할 만한 추가 사항은 두께가 10층에서 12층으로 확장되었다는 점이다.

## 같이 보기
- EPIA
- 미니 ITX
- 모바일-ITX
- 초소형 개인용 컴퓨터